# Fed Cup 2013
Navigation
Édition précédente Édition suivante
La Fed Cup 2013 est la 51e édition du plus important tournoi de tennis opposant des équipes nationales féminines.
Cette édition est remportée par l'Italie qui décroche ainsi son 4e titre de Fed Cup.

## Organisation
Organisation inchangée pour cette 51e édition de la Fed Cup avec les groupes mondiaux I et II et les play-offs I et II.
Le groupe mondial I compte huit équipes, les demi-finalistes 2012 et les vainqueurs des play-offs I 2012, qui s'affrontent par élimination directe dans un tableau à trois tours organisés successivement en février, avril et novembre. Les équipes vaincues au premier tour disputent les play-offs I 2013. 
Le groupe mondial II compte également huit équipes, les vaincus des play-offs I 2012 et les vainqueurs des play-offs II 2012, qui s'affrontent en face à face en un seul tour organisé en février. Les vainqueurs participent aux play-offs I 2013 et les vaincus participent aux play-offs II 2013.
Les play-offs I sont organisés en avril et opposent les éliminés du premier tour du groupe mondial I et les vainqueurs du groupe mondial II. Les vainqueurs participent aux rencontres du groupe mondial I de l'édition 2014 et les vaincus aux rencontres du groupe mondial II de l'édition 2014.
Les play-offs II opposent quatre équipes issues des compétitions par zone géographiques aux quatre perdants des rencontres du groupe mondial II. Les vainqueurs participent au groupe mondial II de l'édition 2014 et les vaincus sont relégués dans les compétitions par zones géographiques.
Toutes les rencontres se déroulent au domicile de l'une ou l'autre des équipes qui, sur un week-end, se rencontrent en face à face au meilleur de cinq matchs (quatre simple et un double).

## Résultats

### Groupe mondial I

#### Tableau
|  | 1/4 de finale 09 - 10 février | 1/4 de finale 09 - 10 février |           |                    | 1/2 finale 20 - 21 avril | 1/2 finale 20 - 21 avril |        |   | Finale 02 - 03 novembre | Finale 02 - 03 novembre |
|  |                               |                               |           |                    |                          |                          |        |   |                         |                         |
|  | République tchèque            | 4                             |           |                    |                          |                          |        |   |                         |                         |
|  | Australie                     | 0                             |           |                    |                          |                          |        |   |                         |                         |
|  | Australie                     | 0                             |           | République tchèque | 1                        |                          |        |   |                         |                         |
|  |                               |                               |           | République tchèque | 1                        |                          |        |   |                         |                         |
|  |                               |                               | Italie    | 3                  |                          |                          |        |   |                         |                         |
|  | Italie                        | 3                             | Italie    | 3                  |                          |                          |        |   |                         |                         |
|  | Italie                        | 3                             |           |                    |                          |                          |        |   |                         |                         |
|  | États-Unis                    | 2                             |           |                    |                          |                          |        |   |                         |                         |
|  | États-Unis                    | 2                             |           |                    |                          |                          | Italie | 4 |                         |                         |
|  |                               |                               |           |                    |                          |                          | Italie | 4 |                         |                         |
|  |                               | Russie                        | 0         |                    |                          |                          |        |   |                         |                         |
|  | Russie                        | Russie                        | 0         | 3                  |                          |                          |        |   |                         |                         |
|  | Russie                        |                               |           | 3                  |                          |                          |        |   |                         |                         |
|  | Japon                         | 2                             |           |                    |                          |                          |        |   |                         |                         |
|  | Japon                         | 2                             |           | Russie             | 3                        |                          |        |   |                         |                         |
|  |                               |                               |           | Russie             | 3                        |                          |        |   |                         |                         |
|  |                               |                               | Slovaquie | 2                  |                          |                          |        |   |                         |                         |
|  | Serbie                        | 2                             | Slovaquie | 2                  |                          |                          |        |   |                         |                         |
|  | Serbie                        | 2                             |           |                    |                          |                          |        |   |                         |                         |
|  | Slovaquie                     | 3                             |           |                    |                          |                          |        |   |                         |                         |

#### Quarts de finale
| République tchèque - Australie - 4 : 0 Cez Arena, Ostrava, République tchèque 09 - 10 février, Dur (int.) |                                  |                                |                |
| 1 | Petra Kvitová                    | Jarmila Gajdošová              | 7-62, 6-3      |
| 1 | Lucie Šafářová                   | Samantha Stosur                | 7-66, 7-64     |
| 1 | Petra Kvitová                    | Samantha Stosur                | 2-6, 7-63, 6-4 |
| 1 | Lucie Šafářová                   | Jarmila Gajdošová              | Non disputé    |
| 1 | Andrea Hlaváčková Lucie Hradecká | Ashleigh Barty Casey Dellacqua | 6-0, 7-61      |

| Italie - États-Unis - 3 : 2 105 Stadium, Rimini, Italie 09 - 10 février, Terre (int.) |                           |                                |               |
| 2                                                                                     | Sara Errani               | Jamie Hampton                  | 6-2, 6-1      |
| 2                                                                                     | Roberta Vinci             | Varvara Lepchenko              | 6-2, 4-6, 5-7 |
| 2                                                                                     | Sara Errani               | Varvara Lepchenko              | 5-7, 2-6      |
| 2                                                                                     | Roberta Vinci             | Jamie Hampton                  | 6-2, 4-6, 6-1 |
| 2                                                                                     | Sara Errani Roberta Vinci | Liezel Huber Varvara Lepchenko | 6-2, 6-2      |

| Russie - Japon - 3 : 2 Olympic Stadium, Moscou, Russie 09 - 10 février, Dur (int.) |                                  |                         |           |
| 3                                                                                  | Maria Kirilenko                  | Kimiko Date-Krumm       | 7-63, 6-4 |
| 3                                                                                  | Ekaterina Makarova               | Ayumi Morita            | 2-6, 2-6  |
| 3                                                                                  | Elena Vesnina                    | Ayumi Morita            | 4-6, 1-6  |
| 3                                                                                  | Ekaterina Makarova               | Kimiko Date-Krumm       | 6-1, 6-1  |
| 3                                                                                  | Ekaterina Makarova Elena Vesnina | Misaki Doi Ayumi Morita | 6-2, 6-2  |

| Serbie - Slovaquie - 2 : 3 Hala "CAIR", Niš, Serbie 09 - 10 février, Dur (int.) |                                |                                    |                |
| 4                                                                               | Bojana Jovanovski              | Daniela Hantuchová                 | 5-7, 2-6       |
| 4                                                                               | Vesna Dolonc                   | Dominika Cibulková                 | 4-6, 4-5, ab.  |
| 4                                                                               | Bojana Jovanovski              | Jana Čepelová                      | 7-5, 5-7, 9-11 |
| 4                                                                               | Vesna Dolonc                   | Daniela Hantuchová                 | 3-6, 2-6       |
| 4                                                                               | Vesna Dolonc Aleksandra Krunić | Jana Čepelová Magdaléna Rybáriková | Forfait        |

#### Demi-finales
| Italie - République tchèque - 3 : 1 Circolo del Tennis Palermo, Palerme, Italie 20 - 21 avril, Terre (ext.) |                                     |                                  |                |
| 5 | Sara Errani                         | Lucie Šafářová                   | 6-4, 6-2       |
| 5 | Roberta Vinci                       | Petra Kvitová                    | 6-4, 6-1       |
| 5 | Sara Errani                         | Petra Kvitová                    | 6-2, 2-6, 0-6  |
| 5 | Roberta Vinci                       | Lucie Šafářová                   | 6-3, 6-72, 6-3 |
| 5 | Flavia Pennetta Francesca Schiavone | Andrea Hlaváčková Lucie Hradecká | Non disputé    |

| Russie - Slovaquie - 3 : 2 Sports Center Krylatskoye, Moscou, Russie 20 - 21 avril, Terre (int.) |                                  |                                       |               |
| 6                                                                                                | A. Pavlyuchenkova                | Dominika Cibulková                    | 7-5, 1-6, 4-6 |
| 6                                                                                                | Maria Kirilenko                  | Daniela Hantuchová                    | 2-6, 4-6      |
| 6                                                                                                | Maria Kirilenko                  | Dominika Cibulková                    | 7-5, 6-1      |
| 6                                                                                                | Ekaterina Makarova               | Daniela Hantuchová                    | 6-3, 4-6, 6-4 |
| 6                                                                                                | Ekaterina Makarova Elena Vesnina | Dominika Cibulková Daniela Hantuchová | 4-6, 6-3, 6-1 |

#### Finale
| Italie - Russie - 4 : 0 Tennis Club Cagliari, Cagliari, Italie 02 - 03 novembre, Terre (ext.) |                             |                                       |                  |
| 7                                                                                             | Roberta Vinci               | Alexandra Panova                      | 5-7, 7-5, 8-6    |
| 7                                                                                             | Sara Errani                 | Irina Khromacheva                     | 6-1, 6-4         |
| 7                                                                                             | Sara Errani                 | Alisa Kleybanova                      | 6-1, 6-1         |
| 7                                                                                             | Roberta Vinci               | Irina Khromacheva                     | Non disputé      |
| 7                                                                                             | Karin Knapp Flavia Pennetta | Margarita Gasparyan Irina Khromacheva | 4-6, 6-2, [10-4] |

### Groupe mondial II
| Suisse - Belgique - 4 : 1 Sporthalle Wankdorf, Berne, Suisse 09 - 10 février, Terre (int.) |                                 |                                         |               |
| 1                                                                                          | Stefanie Vögele                 | Yanina Wickmayer                        | 1-6, 6-4, 6-8 |
| 1                                                                                          | Romina Oprandi                  | Kirsten Flipkens                        | 6-3, 6-3      |
| 1                                                                                          | Romina Oprandi                  | Yanina Wickmayer                        | 6-2, 6-2      |
| 1                                                                                          | Stefanie Vögele                 | Alison Van Uytvanck                     | 6-2, 7-64     |
| 1                                                                                          | Timea Bacsinszky Amra Sadiković | Ysaline Bonaventure Alison Van Uytvanck | 6-4, 6-4      |

| Argentine - Suède - 2 : 3 Parque Roca, Buenos Aires, Argentine 09 - 10 février, Terre (ext.) |                              |                                 |                     |
| 2                                                                                            | Paula Ormaechea              | Johanna Larsson                 | 6-3, 6-0            |
| 2                                                                                            | Florencia Molinero           | Sofia Arvidsson                 | 6-3, 2-6, 6-1       |
| 2                                                                                            | Paula Ormaechea              | Sofia Arvidsson                 | 5-7, 7-66, 2-3, ab. |
| 2                                                                                            | Florencia Molinero           | Johanna Larsson                 | 3-6, 2-6            |
| 2                                                                                            | María Irigoyen Mailen Auroux | Sofia Arvidsson Johanna Larsson | 4-6, 4-6            |

| Espagne - Ukraine - 3 : 1 Club Atlético Montemar, Alicante, Espagne 09 - 10 février, Terre (ext.) |                                   |                                 |                  |
| 3                                                                                                 | Lourdes Domínguez                 | Elina Svitolina                 | 5-7, 6-2, 8-6    |
| 3                                                                                                 | Sílvia Soler                      | Lesia Tsurenko                  | 7-5, 6-4         |
| 3                                                                                                 | M. T. Torró Flor                  | Yuliya Beygelzimer              | 6-4, 6-2         |
| 3                                                                                                 | Sílvia Soler                      | Elina Svitolina                 | Non disputé      |
| 3                                                                                                 | Nuria Llagostera M. T. Torró Flor | Yuliya Beygelzimer Olga Savchuk | 3-6, 6-2, [5-10] |

| France - Allemagne - 1 : 3 Palais des Sports Beaublanc, Limoges, France 09 - 10 février, Terre (int.) |                                  |                                 |             |
| 4 | Pauline Parmentier               | Sabine Lisicki                  | 5-7, 5-7    |
| 4 | Kristina Mladenovic              | Julia Görges                    | 3-6, 6-75   |
| 4 | Pauline Parmentier               | Julia Görges                    | 4-6, 2-6    |
| 4 | Kristina Mladenovic              | Sabine Lisicki                  | Non disputé |
| 4 | Alizé Cornet Kristina Mladenovic | Annika Beck Anna-Lena Grönefeld | 6-3, 6-4    |

### Play-offs I
| Allemagne - Serbie - 3 : 2 Porsche-Arena, Stuttgart, Allemagne 20 - 21 avril, Terre (int.) |                                    |                                |                |
| 1                                                                                          | Mona Barthel                       | Ana Ivanović                   | 6-75, 6-2, 2-6 |
| 1                                                                                          | Angelique Kerber                   | Bojana Jovanovski              | 7-5, 6-2       |
| 1                                                                                          | Angelique Kerber                   | Ana Ivanović                   | 5-7, 5-7       |
| 1                                                                                          | Mona Barthel                       | Bojana Jovanovski              | 6-1, 3-6, 6-3  |
| 1                                                                                          | Anna-Lena Grönefeld Sabine Lisicki | Vesna Dolonc Aleksandra Krunić | 6-2, 6-4       |

| Suisse - Australie - 1 : 3 Tennis Club Chiasso, Chiasso, Suisse 20 - 21 avril, Terre (ext.) |                                 |                                |             |
| 2                                                                                           | Stefanie Vögele                 | Samantha Stosur                | 0-6, 4-6    |
| 2                                                                                           | Romina Oprandi                  | Jarmila Gajdošová              | 6-2, 6-3    |
| 2                                                                                           | Romina Oprandi                  | Samantha Stosur                | 5-7, 3-6    |
| 2                                                                                           | Stefanie Vögele                 | Ashleigh Barty                 | 3-6, 4-6    |
| 2                                                                                           | Timea Bacsinszky Amra Sadiković | Ashleigh Barty Casey Dellacqua | Non disputé |

| Espagne - Japon - 4 : 0 Real Club de Polo, Barcelone, Espagne 20 - 21 avril, Terre (ext.) |                                 |                         |             |
| 3                                                                                         | Carla Suárez Navarro            | Misaki Doi              | 6-3, 6-4    |
| 3                                                                                         | Sílvia Soler                    | Ayumi Morita            | 6-2, 6-3    |
| 3                                                                                         | Carla Suárez Navarro            | Ayumi Morita            | 6-3, 7-5    |
| 3                                                                                         | Sílvia Soler                    | Misaki Doi              | Non disputé |
| 3                                                                                         | Lourdes Domínguez Anabel Medina | Shuko Aoyama Misaki Doi | 6-4, 7-5    |

| États-Unis - Suède - 3 : 2 Delray Beach Tennis Center, Delray Beach, États-Unis 20 - 21 avril, Dur (ext.) |                                  |                            |               |
| 4 | Sloane Stephens                  | Sofia Arvidsson            | 4-6, 6-4, 1-6 |
| 4 | Serena Williams                  | Johanna Larsson            | 6-2, 6-2      |
| 4 | Serena Williams                  | Sofia Arvidsson            | 6-2, 6-1      |
| 4 | Venus Williams                   | Johanna Larsson            | 6-3, 7-5      |
| 4 | Varvara Lepchenko Venus Williams | Hilda Melander Sandra Roma | Forfait       |

### Play-offs II
| Belgique - Pologne - 1 : 4 Tennisclub Koksijde, Coxyde, Belgique 20 - 21 avril, Dur (int.) |                                       |                                 |                  |
| 1                                                                                          | Alison Van Uytvanck                   | Agnieszka Radwańska             | 2-6, 4-6         |
| 1                                                                                          | Kirsten Flipkens                      | Urszula Radwańska               | 6-4, 6-3         |
| 1                                                                                          | Kirsten Flipkens                      | Agnieszka Radwańska             | 6-4, 1-6, 2-6    |
| 1                                                                                          | Alison Van Uytvanck                   | Urszula Radwańska               | 1-6, 4-6         |
| 1                                                                                          | Ysaline Bonaventure An-Sophie Mestach | Katarzyna Piter Alicja Rosolska | 3-6, 6-4, [7-10] |

| France - Kazakhstan - 4 : 1 Palais des Sports de Besançon, Besançon, France 20 - 21 avril, Dur (int.) |                                     |                                       |               |
| 2 | Marion Bartoli                      | Galina Voskoboeva                     | 6-0, 6-3      |
| 2 | Alizé Cornet                        | Yaroslava Shvedova                    | 6-2, 3-6, 2-6 |
| 2 | Marion Bartoli                      | Yaroslava Shvedova                    | 6-4, 6-3      |
| 2 | Alizé Cornet                        | Ksenia Pervak                         | 6-3, 6-1      |
| 2 | Caroline Garcia Kristina Mladenovic | Sesil Karatantcheva Galina Voskoboeva | 6-2, 7-5      |

| Argentine - Grande-Bretagne - 3 : 1 Parque Roca, Buenos Aires, Argentine 20 - 21 avril, Terre (ext.) |                              |                               |               |
| 3 | Paula Ormaechea              | Johanna Konta                 | 6-3, 6-2      |
| 3 | Florencia Molinero           | Laura Robson                  | 1-6, 1-6      |
| 3 | Paula Ormaechea              | Laura Robson                  | 6-4, 4-6, 6-2 |
| 3 | María Irigoyen               | Elena Baltacha                | 7-5, 3-6, 6-1 |
| 3 | Mailen Auroux María Irigoyen | Anne Keothavong Johanna Konta | Non disputé   |

| Ukraine - Canada - 2 : 3 Sport Club Meridian, Kiev, Ukraine 20 - 21 avril, Terre (int.) |                                |                                 |                |
| 4                                                                                       | Elina Svitolina                | Eugenie Bouchard                | 6-78, 6-3, 6-2 |
| 4                                                                                       | Lesia Tsurenko                 | Sharon Fichman                  | 6-75, 6-2, 3-6 |
| 4                                                                                       | Lesia Tsurenko                 | Eugenie Bouchard                | 4-6, 5-7       |
| 4                                                                                       | Elina Svitolina                | Sharon Fichman                  | 6-4, 7-64      |
| 4                                                                                       | Elina Svitolina Lesia Tsurenko | Sharon Fichman Eugenie Bouchard | 4-6, 3-6       |